# Bombillo N° 1
El Bombillo N° 1 fue un buque de la Real Armada Española destinado a la extinción de incendios navales que fue capturado por los patriotas e incorporado a la Armada Argentina en 1814.

## Historia
Sin datos de aparejo, tratándose probablemente sólo de una chalupa, el Bombillo N°1 permanecía fondeado en el Apostadero del puerto realista de Montevideo. A los efectos de poder cumplir sus funciones tenía instalada una bomba manual de regular poder que le permitía extraer agua del río y derivarla a una manguera de lona con suficiente potencia para arrojarla a los buques siniestrados.
Tripulada por un patrón y 10 marineros estaba artillada con un obús de a 9 para operar en campaña, lo que no solía efectuar por sus pésimas condiciones de mantenimiento.
Apresada tras la caída de Montevideo en junio de 1814 se incorporó a la escuadra en el mes de julio y fue destinada a misiones de patrullaje en la costa oriental del Río de la Plata sin ser utilizada en su tarea original. Por su mal estado fue enviada al Arsenal de Barracas donde fue desguazada en junio de 1815.